# Charles Coburn
Charles Coburn (Macon, Georgia, 1877. június 19. – New York, 1961. augusztus 30.) Oscar-díjas amerikai  színész.

## Élete és pályafutása
1877-ben született Macon városában, Georgia államban. Fiatal korát Savannah városában töltötte, ahol 14 évesen kisebb munkákat vállalt a Savannah-i színháznál, mint szórólap osztás vagy nézőtéri felügyelet. 18 éves korára ő lett a színház vezetője. 1901-ben debütált a Broadway-n, ezzel elkezdődött színészi pályafutása.
1905-ben színjátszókört alapított Ivah Wills színésznővel, akivel egy évvel később össze is házasodott. Közös vállalkozásuk mellett gyakran felléptek a Boradway-n. Felesége 1937-ben bekövetkezett halála után Coburn Los Angelesbe költözött, ahol filmezni kezdett. Háromszor jelölték Oscar-díjra, amiből másodjára el is vihette az arany szobrot 1944-ben, a Társbérlet című film legjobb mellékszereplőjének járó alakításáért. Rendszerint komikus figurákat alakított, de a Királyok sora vagy a Wilson című filmekben  megmutatta drámai sokoldalúságát is. Munkássága miatt Coburn-t csillaggal tüntették ki a hollywoodi hírességek sétányán 1960-ban.
Kétszer házasodott. Első feleségétől hat gyermeke született. Majd 82 éves korában újranősült Winifred Natzka operaénekesnővel, akitől még egy lánya született.

## Halála
84 éves korában, 1961. augusztus 30-án hunyt el New Yorkban, halálát szívroham okozta.

## Válogatott filmográfia
- 1941 – The Devil and Miss Jones – John P. Merrick
- 1943 – Társbérlet (The More the Merrier) – Benjamin Dingle
- 1943 – Ép testben épp, hogy élek (Heaven Can Wait) – Hugo Van Cleve
- 1943 – Princess O'Rourke – Holman
- 1944 – Wilson – Henry Holmes professzor
- 1946 – A zöld évek (The Green Yearsy) –  Alexander Gow
- 1956 – 80 nap alatt a Föld körül (Around the World in 80 Days ) – Hong Kong-i hivatalnok

## Fontosabb díjak és jelölések
- Oscar-díj
  - díj: legjobb férfi mellékszereplő – Társbérlet (1944)
  - jelölés: legjobb férfi mellékszereplő – The Devil and Miss Jones (1942)
  - jelölés: legjobb férfi mellékszereplő – A zöld évek (1947)

## Fordítás
- Ez a szócikk részben vagy egészben  a   Charles Coburn című angol Wikipédia-szócikk fordításán alapul.  Az eredeti cikk szerkesztőit annak laptörténete sorolja fel. Ez a jelzés csupán a megfogalmazás eredetét és a szerzői jogokat jelzi, nem szolgál a cikkben szereplő információk forrásmegjelöléseként.